# МАЗ-6430
МАЗ-6430 — седельный тягач Минского автомобильного завода, предназначенный для междугородных и международных грузоперевозок. Колёсная формула 6 × 4. МАЗ-6430 является родоначальником линейки автомобилей МАЗ четвёртого поколения и преемником тягача предыдущего (третьего) поколения МАЗ-6422.

## История
Во второй половине 1980-х годов на Минском автомобильном заводе началась работа по созданию нового, (четвертого по счёту), поколения грузовых автомобилей марки МАЗ. Оно должно было заменить семейство МАЗ-6422/5432 разработанное ещё в 1970-х. В первую очередь основной упор при проектировании был сделан на абсолютно новую кабину, которая бы отвечала современным условиям комфорта водителя. Кроме того на задней стенке и крыше кабины появились обтекатели, для улучшения аэродинамики и экономии топлива. Первым прототипом нового семейства, по традиции стала модель магистрального седельного тягача с колёсной формулой 6 × 4 получившая индекс МАЗ-6430 и построенная в 1991 году. После ряда испытаний и доработок МАЗ-6430 был рекомендован к серийному производству.
Однако подготовка к серийному производству совпала с распадом СССР и обрывом всех прежних народнохозяйственных и межреспубликанских связей. Завод оказался в сложном положении, утратив рынок СССР. Первый серийный автомобиль МАЗ-6430 был выпущен лишь осенью 1997 года в канун 50-летия выпуска первого автомобиля марки МАЗ. Тем не менее с серийным производством нового поколения грузовиков особо не спешили. Новые автомобили оказались дорогими для покупателей на рынке СНГ, которые отдавали приоритет прежнему поколению МАЗов, семейству МАЗ-6422/5432. Из-за этого в первые три года было собрано не более сотни грузовиков четвёртого поколения. Только лишь с начала 2000-х годов было налажено стабильное производство серии 6430/5440. Постепенно стали появляться различные модификации, с разными вариантами двигателей, в том числе и импортными с экологическими стандартами Евро-3, Евро-4 и Евро-5.
Так же как и у предыдущего семейства, вместе с МАЗ-6430 был разработан седельный тягач МАЗ-5440 4 × 2, который был представлен в 1996 году. В 2008 году семейство грузовиков 6430/5440 было модернизировано. Изменению подвергалась в том числе и кабина, а точнее ещё передняя панель, получившая более совершенные дефлекторы и  решетку радиатора нового трапециевидного дизайна, изменился бампер, появились новые блок-фары белорусского производства. В зависимости от модификации бампер у грузовиков может быть из черного пластика или покрашенный под цвет кабины. С 2011 года у тягачей марки МАЗ появилось собственной имя "Простор".
По состоянию на 2018 год семейство МАЗ-6430/5440 является топовым в линейке автомобилей МАЗ. Производство более "бюджетного" предыдущего семейства 6422/5432 по прежнему продолжается.

## Модификации
- МАЗ-643005 - с двигателем ЯМЗ-238ДЕ2 Евро-2, 330 л.с.
- МАЗ-643008 - с двигателем ЯМЗ-7511.10 Евро-2, 400 л.с.
- МАЗ-6430А5 - с двигателем ЯМЗ-6582.10 Евро-3, 330 л.с.
- МАЗ-6430А8 - с двигателем ЯМЗ-6581.10 Евро-3, 400 л.с.
- МАЗ-6430А9 - с двигателем ЯМЗ-650.10 Евро-3, 412 л.с.
- МАЗ-6430В9 - с двигателем ЯМЗ-651.10 Евро-4, 420 л.с.
- МАЗ-6430В9 (опция) -с двигателем ЯМЗ-6585.10 Евро-4, 430 л.с.
- МАЗ-643018 - с двигателем Mercedes-Benz OM 501LA Евро-4, 435 л.с.
- МАЗ-6430W8 - с двигателем Cummins ISLe Евро-4.
- МАЗ-6430С5 - с двигателем ЯМЗ-53603 Евро-5, 328 л.с.
- МАЗ-6430С9 и Е9 - с двигателем ЯМЗ-653 Евро-5, 420 л.с. и Mercedes-Benz ОМ 501 Евро-5, 435 л.с.